# Brahmanda Purana
Brahmanda Purana (em sânscrito:  ब्रह्माण्ड पुराण, Brahmāṇḍa Purāṇa) é um texto em sânscrito e um dos dezoito grandes Puranas, um gênero de textos hindus. É listado como o décimo oitavo Maha-Purana em quase todas as antologias. O texto também é referido na literatura indiana medieval como Vayaviya Purana ou Vayaviya Brahmanda e pode ter sido o Vayu Purana antes que esses textos se desenvolvessem em duas composições sobrepostas.
O texto é nomeado por conta de uma das teorias cosmológicas do hinduísmo, a saber o "ovo cósmico" (Brahma-anda). É entre os Puranas mais antigos, o núcleo mais antigo do texto pode ser do século IV a.C. e foi continuamente editado depois disso ao longo do tempo, sendo que existem várias versões. Os manuscritos de Brahmanda Purana são enciclopédicos em sua cobertura, cobrindo tópicos como cosmogonia, Sanskara (rito de passagem), genealogia, mitologia, capítulos sobre ética e deveres (Dharma), yoga, geografia, hidrografia, administração, diplomacia, comércio, festivais e um guia de viagem para lugares como Caxemira, Cuttack e Conjiverão, além de outros tópicos.
O Brahmanda Purana é notável para incluir Lalita Sahasranamam (um stotra que elogia a deusa Devi como o ser supremo no Universo) e sendo um dos textos hindus aencontrados em Bali, Indonésia, igualmente chamado Javanese-Brahmanda. O texto é também notável pelo Adhyatma-ramayana, o conjunto incorporado no mais importante dos capítulos no texto, que tenta reconciliar filosoficamente Bhakti no deus Rama e o shaktismo com o Advaita Vedanta, em 65 capítulos e 4.500 versos.